# Indocalamus latifolius
Indocalamus latifolius är en gräsart som först beskrevs av Yi Li Keng, och fick sitt nu gällande namn av Mcclure. Indocalamus latifolius ingår i släktet Indocalamus och familjen gräs. Inga underarter finns listade i Catalogue of Life.

## Bildgalleri

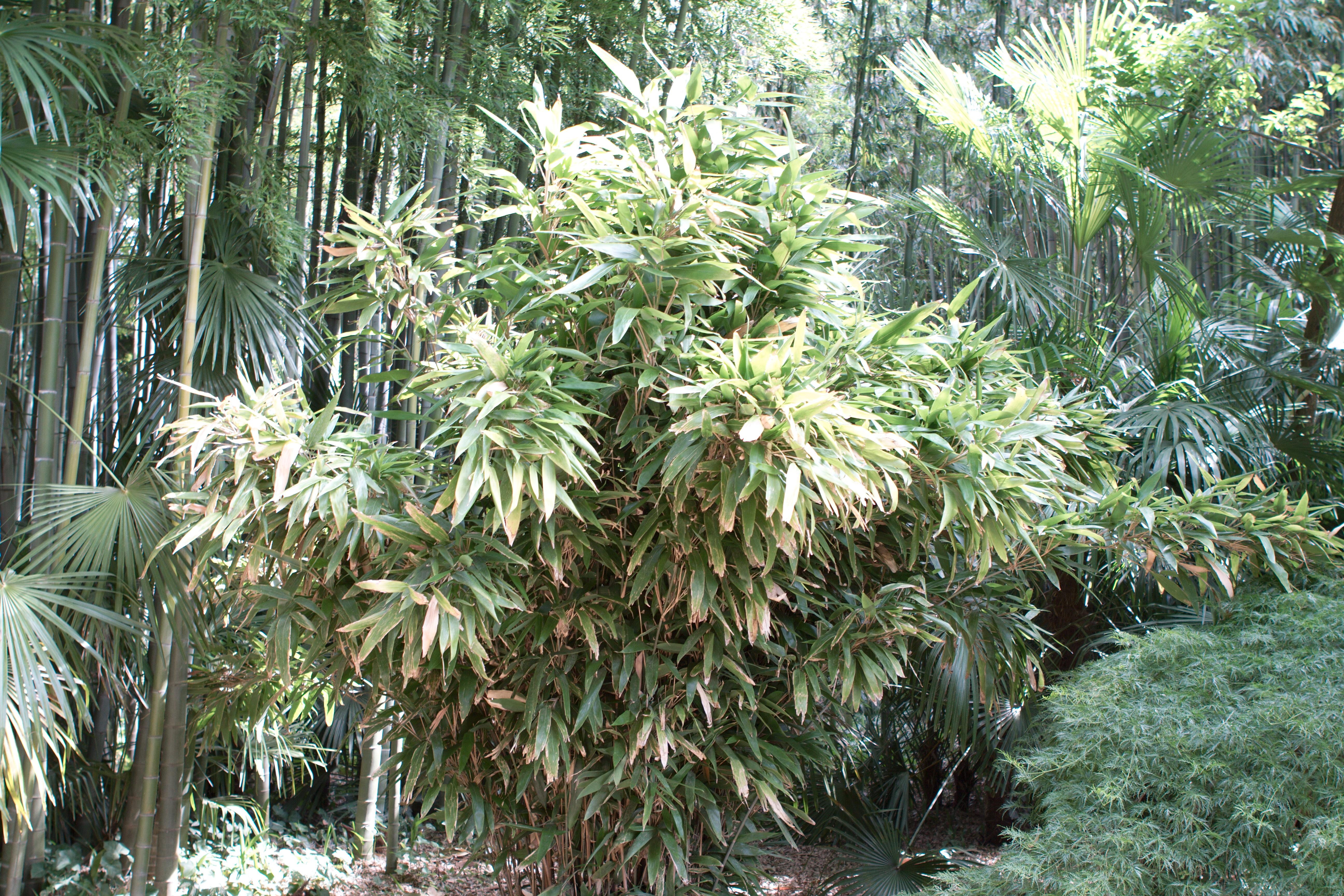